# Antiquarium di via Donota
L’Antiquarium di via Donota è un sito archeologico della città di Trieste, collocato nella fascia più bassa del colle di San Giusto, dove è possibile visitare ciò che resta di una domus e di un sepolcreto di età romana.

## Datazione
La domus fu costruita alla fine del I secolo a.C., periodo in cui l’intero pendio del colle di San Giusto rivolto verso il mare fu soggetto a un’opera di sistemazione, tramite la costruzione di terrazzamenti, e fu edificato. Alla fine del I secolo d.C. la domus fu abbandonata, così a partire dal II secolo una parte di essa fu reimpiegata come necropoli pagana.

## Descrizione dei resti archeologici
La domus fu costruita su due livelli, adattandosi così alla pendenza del colle. Al suo interno sono stati riconosciuti diversi ambienti, tra cui spiccano in particolare un pozzo e una latrina, perché contenevano scarti quotidiani, il cui ritrovamento ha permesso di ricostruire le abitudini degli antichi tergestini.
Per quanto riguarda il sepolcreto, sono state riconosciute almeno due fasi di utilizzo: tra il II e il IV secolo il livello inferiore della domus fu sfruttato da una ricca famiglia locale come necropoli privata; a partire dal IV secolo fu impiegato per sepolture di vario tipo, come le deposizioni in anfora di bambini. Gli archeologi spiegano la maggiore presenza di sepolture di bambini rispetto a quelle degli adulti ipotizzando che nel IV-VI secolo vi fosse stata un’elevata mortalità infantile causata dalla denutrizione.

## Informazioni sulle visite
L'Antiquarium è temporaneamente chiuso al pubblico; per informazioni contattare la Soprintendenza Archeologia, belle arti e paesaggio del Friuli Venezia Giulia (tel. 040-4527511).